# Африканско-Антарктический хребет
Африка́нско-Антаркти́ческий хребе́т — подводный хребет в Индийском океане, расположенный между 0—35° в. д. Продолжение Южно-Атлантического хребта.
Хребет представляет собой мезо-кайнозойское сводовое поднятие океанического ложа. Имеет протяжённость 3000 км с запад на восток, где переходит в вулканическое плато Крозе. Максимальная ширина — 450 км. Глубины 3000—4000 м, на отдельных вершинах убывают до 315 м на востоке и 413 м на западе. Хребет сложен преимущественно из диатомовых илов.